# كأس جمهورية أيرلندا 2012
كأس جمهورية أيرلندا 2012 (بالإنجليزية: 2012 FAI Cup)‏ هو الموسم 89 من كأس جمهورية أيرلندا. أقيم خلال الفترة 30 مارس 2012 وحتى 4 نوفمبر 2012، وأشرف على تنظيمه اتحاد أيرلندا لكرة القدم، وكان عدد الأندية المشاركة فيه 40، وفاز فيه ديري سيتي.